# 水陆画

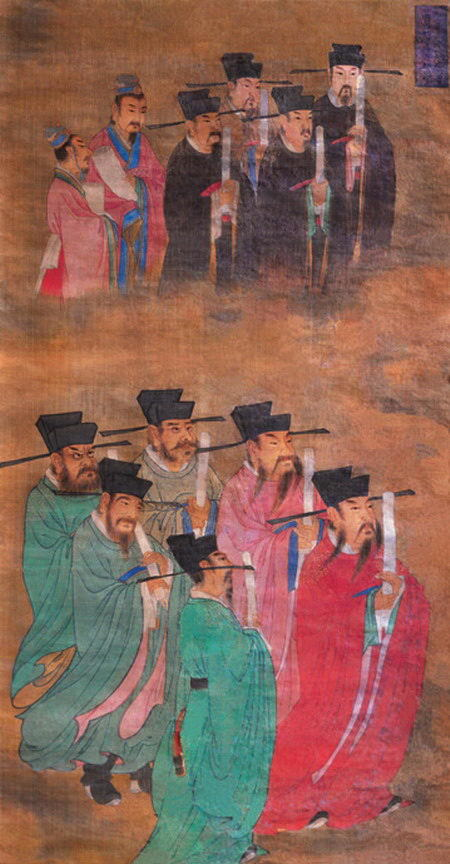
明代水陸畫「地府六曹四司判官地府都司官」

水陸畫，中國佛教畫像，懸掛於佛教啟建的大型法事水陸法會中。水陸畫有卷軸和壁畫兩大形式，繪畫上自諸佛菩薩、三教諸神、諸聖賢、下至王公貴人、社會庶民的生活景象與各種悲慘遭遇，乃至地獄餓鬼的慘狀，目的是感化信眾，使之明白因果報應的道理。在水陸法會懸掛水陸畫，意義一在召請諸佛菩薩諸聖賢蒞臨，以加持道場眾生，二則超度因橫禍慘死的水陸冤魂，借助法會諸佛菩薩諸聖賢的護持，濟拔其苦:283-284。